# Pse vonon dashuri
Pse vonon dashuri är den kosovoalbanska sångerskan Albërie Hadërgjonajs debutbidrag till Festivali i Këngës från år 1995. Låten är skriven av Teuta Barko med musik av Vladimir Kotani. Låten släpptes även i en studioversion. 
Med låten tog Hadërgjonaj sig till finalen av tävlingen som vanns av Ardit Gjebrea med "Eja".